# Mianyang Airport
Mianyang Airport är en flygplats i Kina. Den ligger i provinsen Sichuan, i den sydvästra delen av landet, omkring 110 kilometer nordost om provinshuvudstaden Chengdu.
Runt Mianyang Airport är det tätbefolkat, med 591 invånare per kvadratkilometer. Närmaste större samhälle är Mianyang, 7,1 km nordväst om Mianyang Airport. Trakten runt Mianyang Airport består till största delen av jordbruksmark.
Genomsnittlig årsnederbörd är 1 156 millimeter. Den regnigaste månaden är juli, med i genomsnitt 309 mm nederbörd, och den torraste är december, med 8 mm nederbörd.